# Jaroslav Šafařík
Jaroslav Šafařík (ur. 21 kwietnia 1942 w m. Svatava) – czeski polityk, przewodniczący Czeskiej Rady Narodowej (1989–1990).

## Życiorys
W latach 1963–1988 pracował w zakładach przemysłu samochodowego w Jabloncu nad Nysą – początkowo jako robotnik, następnie jako kierownik ds. planowania funduszu zakładowych. Od 1965 działał w Czechosłowackiej Partii Socjalistycznej, był m.in. przewodniczącym komitetu powiatowego w Jabloncu nad Nysą oraz członkiem władz centralnych. W 1988 został wybrany wiceprzewodniczącym miejskiej rady narodowej z ramienia tego ugrupowania.
W latach 1981–1990 sprawował mandat posła do Czeskiej Rady Narodowej, pracował m.in. w komisji ds. przemysłu i budownictwa. W grudniu 1989 na skutek aksamitnej rewolucji wybrano go na przewodniczącego rady; po kilku miesiącach na tej funkcji zastąpiła go Dagmar Burešová.
W późniejszych latach był pracownikiem kancelarii prezydenta Václava Havla. W 1996 bez powodzenia kandydował do Senatu, działał wówczas w Czeskiej Partii Narodowo-Społecznej.